# Angry Video Game Nerd
Angry Video Game Nerd (Arga TV-spelsnörden), ofta förkortat AVGN (fram till den 15 november 2006 känd som Angry Nintendo Nerd, då förkortat ANN. Vid ett tillfälle kallad Angry Movie Nerd) är en Internetserie. Serien består av recensioner av dator- och TV-spel, oftast från 1980- och 90-talen, i huvudsak ursprungligen oftast utförda på ett aggressivt och negativt sätt. AVGN:s genombrott kom 2006 genom videotjänsten Youtube, och serien fick snabbt en skara trogna fans. Figuren, Angry Video Game Nerd själv, gestaltas av James Rolfe.
Rolfe gör även andra typer av filmer, som till exempel filmrecensioner under namnet Cinemassacre, och brädspelsrecensioner som ett annat alter-ego vid namn Board James.
Andra projekt är You Know What's Bullshit (där han talar om olika saker i samhället han ogillar, till exempel skosnören, DVD och pingvinfilmer) och Overanalyzers (där han med en grupp vänner diskuterar olika märkliga saker från filmer, till exempel var Optimus Primes vagn tar vägen när han transformeras, eller hur Batman och Robin kan åka ner för brandstänger och komma ner klädda som sina alter egon).
Musiken framförs av Kyle Justin och i vissa avsnitt medverkar en figur baserad på det spel som recenseras spelad av Kevin Finn och Mike Matei. Mike Matei ritar också avsnittens titelkort.
Angry Video Game Nerd är vanligtvis klädd i vit skjorta, bär glasögon, har pennor i bröstfickan och brukar dricka öl av märket Rolling Rock.

## Avsnitt[6]

### 2004
Dessa avsnitt släpptes ursprungligen i maj 2004 som VHS-kassetter.

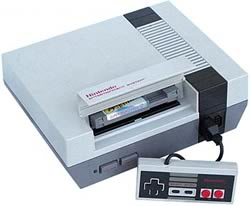
The Angry Video Game Nerd har recenserat många spel till Nintendo Entertainment System.

| Nr | Titel                         | Speltid | Datum                                    |
| -- | ----------------------------- | ------- | ---------------------------------------- |
| 1. | Castlevania II: Simon's Quest | 9:25    | 7 maj 2004 (VHS) 8 april 2006 (Youtube)  |
| 2. | Dr. Jekyll and Mr. Hyde       | 6:28    | 15 maj 2004 (VHS) 8 april 2006 (Youtube) |

### 2006
| Nr  | Titel                                        | Speltid | Datum             |
| --- | -------------------------------------------- | ------- | ----------------- |
| 3.  | The Karate Kid                               | 4:29    | 10 februari 2006  |
| 4.  | Who Framed Roger Rabbit                      | 3:46    | 24 april 2006     |
| 5.  | Teenage Mutant Ninja Turtles                 | 7:03    | 21 juni 2006      |
| 6.  | Back to the Future                           | 6:42    | 21 juli 2006      |
| 7.  | McKids                                       | 7:07    | 25 augusti 2006   |
| 8.  | Wally Bear and the No Gang                   | 3:46    | 8 september 2006  |
| 9.  | Master Chu and Drunkard Hu                   | 4:19    | 8 september 2006  |
| 10. | Top Gun                                      | 7:34    | 15 september 2006 |
| 11. | Double Dragon III                            | 4:09    | 22 september 2006 |
| 12. | Friday the 13th                              | 12:20   | 13 oktober 2006   |
| 13. | A Nightmare on Elm Street                    | 13:27   | 31 oktober 2006   |
| 14. | The Power Glove                              | 12:26   | 15 november 2006  |
| 15. | Chronologically Confused About Sequel Titles | 11:33   | 28 november 2006  |
| 16. | Rocky                                        | 9:45    | 14 december 2006  |
| 17. | Bible Games                                  | 21:28   | 20 december 2006  |

### 2007

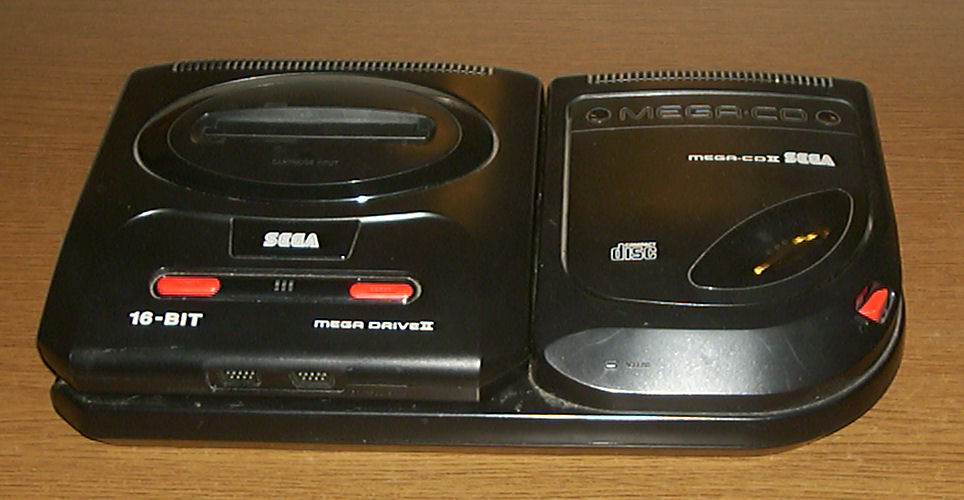
Sega CD recenserades 2 maj 2007.

| Nr  | Titel                                    | Speltid | Datum            |
| --- | ---------------------------------------- | ------- | ---------------- |
| 18. | Teenage Mutant Ninja Turtles III: Part 1 | 11:55   | 25 januari 2007  |
| 19. | Teenage Mutant Ninja Turtles III: Part 2 | 10:58   | 25 januari 2007  |
| 20. | Atari 5200                               | 10:33   | 13 februari 2007 |
| 21. | Ghostbusters                             | 17:14   | 27 februari 2007 |
| 22. | Ghostbusters: Follow-Up                  | 11:23   | 20 mars 2007     |
| 23. | Ghostbusters: Conclusion                 | 12:59   | 3 april 2007     |
| 24. | Spider-Man                               | 10:28   | 17 april 2007    |
| 25. | Sega CD                                  | 13:17   | 2 maj 2007       |
| 26. | Sega 32X                                 | 9:04    | 15 maj 2007      |
| 27. | Silver Surfer                            | 11:19   | 5 juni 2007      |
| 28. | Die Hard                                 | 8:56    | 19 juni 2007     |
| 29. | Independence Day                         | 6:11    | 4 juli 2007      |
| 30. | The Simpsons Double Feature              | 13:08   | 17 juli 2007     |
| 31. | Bugs Bunny's Birthday Blowout            | 8:44    | 7 augusti 2007   |
| 32. | Atari Porn                               | 10:03   | 22 augusti 2007  |
| 33. | Nintendo Power                           | 14:44   | 4 september 2007 |
| 34. | Fester's Quest                           | 9:24    | 8 september 2007 |
| 35. | The Texas Chainsaw Massacre              | 12:45   | 10 oktober 2007  |
| 36. | Halloween                                | 16:07   | 31 oktober 2007  |
| 37. | Dragon's Lair                            | 9:23    | 20 november 2007 |
| 38. | An Angry Nerd Christmas Carol: Part 1    | 5:53    | 18 december 2007 |
| 39. | An Angry Nerd Christmas Carol: Part 2    | 9:46    | 24 december 2007 |

### 2008

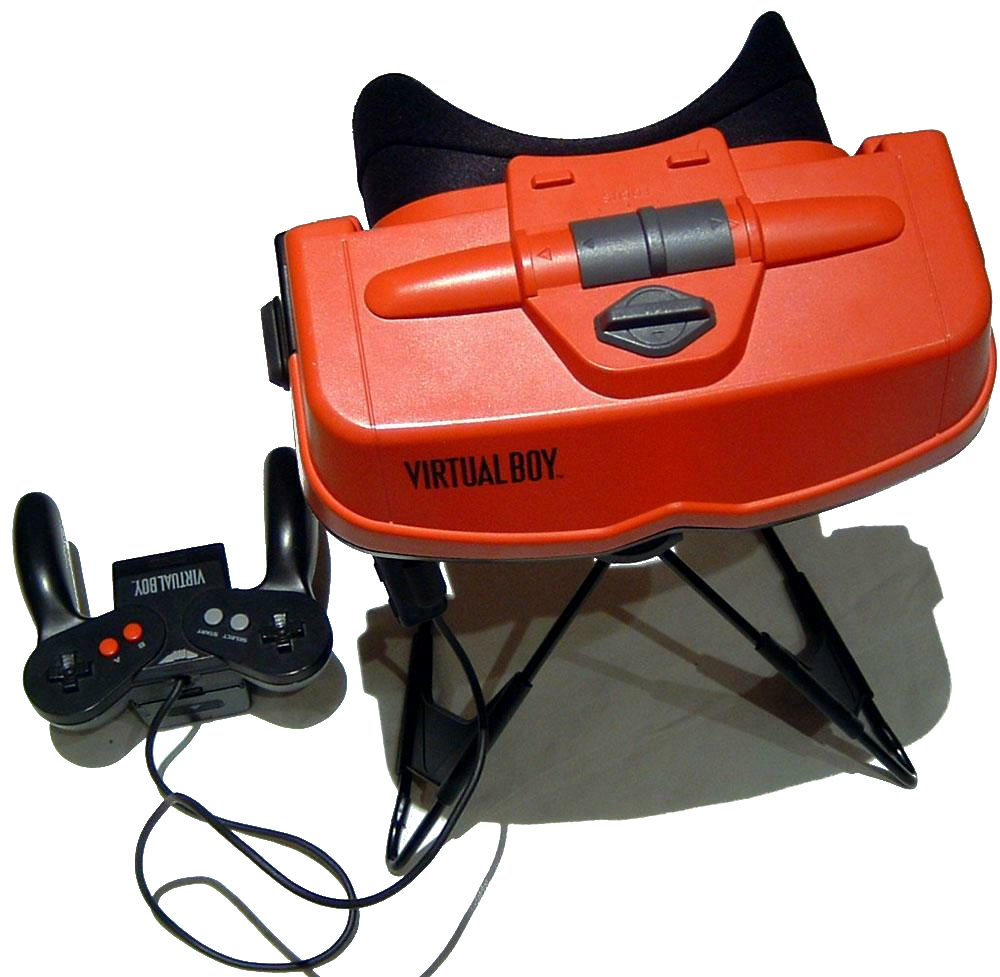
Virtual Boy recenserades 19 februari 2008.

| Nr  | Titel                                          | Speltid | Datum             |
| --- | ---------------------------------------------- | ------- | ----------------- |
| 40. | Chronologically Confused About Zelda Time-Line | 18:55   | 8 januari 2008    |
| 41. | Rambo                                          | 13:13   | 22 januari 2008   |
| 42. | Virtual Boy                                    | 15:05   | 19 februari 2008  |
| 43. | The Wizard of Oz                               | 11:32   | 4 mars 2008       |
| 44. | Double Vision: Part 1                          | 10:02   | 25 mars 2008      |
| 45. | Double Vision: Part 2                          | 8:23    | 8 april 2008      |
| 46. | Super Mario Brothers 3 and 'The Wizard'        | 17:18   | 22 april 2008     |
| 47. | NES Accessories                                | 13:50   | 14 maj 2008       |
| 48. | Indiana Jones Trilogy                          | 17:26   | 21 maj 2008       |
| 49. | Star Trek                                      | 10:45   | 11 juni 2008      |
| 50. | Superman                                       | 11:45   | 26 juni 2008      |
| 51. | Superman 64                                    | 10:36   | 8 juli 2008       |
| 52. | Batman: Part 1                                 | 11:44   | 22 juli 2008      |
| 53. | Batman: Part 2                                 | 9:42    | 11 augusti 2008   |
| 54. | Deadly Towers                                  | 8:20    | 19 augusti 2008   |
| 55. | Battletoads                                    | 7:52    | 3 september 2008  |
| 56. | Dick Tracy                                     | 14:04   | 16 september 2008 |
| 57. | Dracula                                        | 11:57   | 15 oktober 2008   |
| 58. | Frankenstein                                   | 14:08   | 29 oktober 2008   |
| 59. | CD-i Part I                                    | 7:57    | 12 november 2008  |
| 60. | CD-i Part II                                   | 12:35   | 26 november 2008  |
| 61. | CD-i Part III                                  | 14:15   | 9 december 2008   |
| 62. | Bible Games II                                 | 17:00   | 23 december 2008  |

### 2009

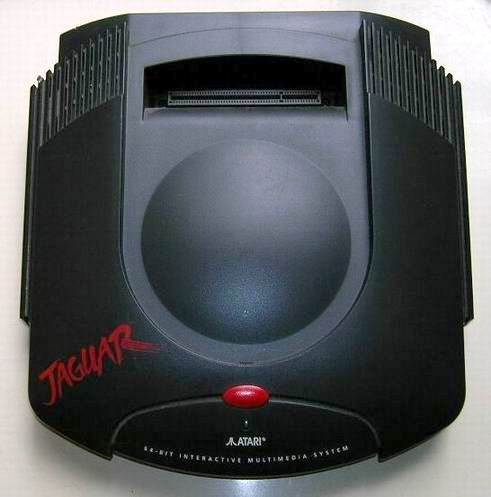
Atari Jaguar recenserades 16 mars och 25 mars 2009.

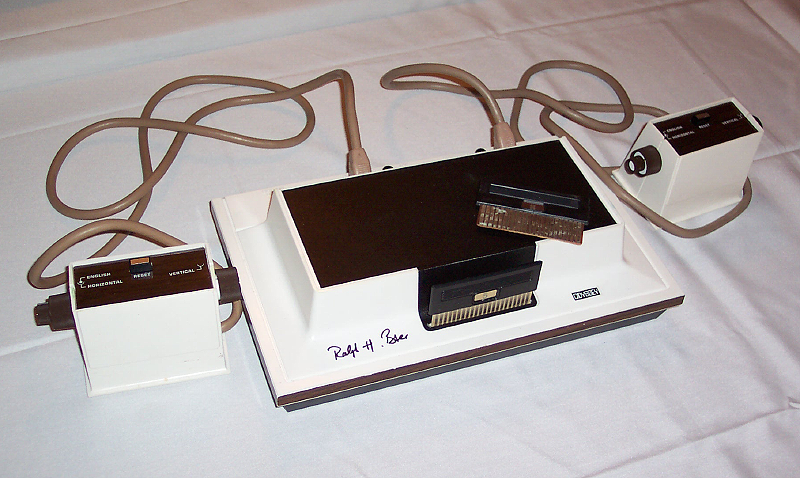
Magnavox Odyssey recenserades 21 april 2009.

| Nr  | Titel                        | Speltid | Datum             |
| --- | ---------------------------- | ------- | ----------------- |
| 63. | Michael Jackson's Moonwalker | 10:04   | 7 januari 2009    |
| 64. | Milon's Secret Castle        | 11:33   | 27 januari 2009   |
| 65. | Atari Jaguar Part I          | 8:23    | 16 mars 2009      |
| 66. | Atari Jaguar Part II         | 14:21   | 25 mars 2009      |
| 67. | Metal Gear                   | 13:17   | 8 april 2009      |
| 68. | Magnavox Odyssey             | 10:58   | 21 april 2009     |
| 69. | X-Men                        | 14:11   | 6 maj 2009        |
| 70. | Terminator                   | 14:54   | 20 maj 2009       |
| 71. | Terminator 2                 | 13:25   | 2 juni 2009       |
| 72. | Transformers                 | 12:43   | 17 juni 2009      |
| 73. | Mario is Missing!            | 9:30    | 1 juli 2009       |
| 74. | Plumbers Don’t Wear Ties     | 20:38   | 21 juli 2009      |
| 75. | Bugs Bunny Crazy Castle      | 16:58   | 5 augusti 2009    |
| 76. | Super Pitfall!               | 11:06   | 20 augusti 2009   |
| 77. | Godzilla                     | 15:46   | 4 september 2009  |
| 78. | Wayne's World                | 12:15   | 24 september 2009 |
| 79. | Castlevania Part I           | 10:08   | 8 oktober 2009    |
| 80. | Castlevania Part II          | 12:47   | 21 oktober 2009   |
| 81. | Castlevania Part III         | 12:52   | 5 november 2009   |
| 82. | Castlevania Part IV          | 9:48    | 19 november 2009  |
| 83. | Little Red Hood              | 14:54   | 3 december 2009   |
| 84. | Winter Games                 | 10:28   | 23 december 2009  |

### 2010
| Nr  | Titel                                | Speltid | Datum            |
| --- | ------------------------------------ | ------- | ---------------- |
| 85. | Street Fighter 2010                  | 17:56   | 6 januari 2010   |
| 86. | Hydlide                              | 8.28    | 20 januari 2010  |
| 87. | Ninja Gaiden                         | 15:40   | 4 februari 2010  |
| 88. | Swordquest                           | 9:12    | 18 februari 2010 |
| 89. | Pong Consoles                        | 12:00   | 6 mars 2010      |
| 90. | Action 52                            | 26:50   | 30 april 2010    |
| 91. | Cheetahmen                           | 20:25   | 9 juni 2010      |
| 92. | Game Glitches                        | 16:07   | 8 juli 2010      |
| 93. | Zelda II                             | 16:07   | 6 augusti 2010   |
| 94. | Nintendo Days Re-Revisited           | 23.03   | 3 september 2010 |
| 95. | Dr. Jekyll and Mr. Hyde Re-Revisited | 16.40   | 7 oktober 2010   |
| 96. | Lester the Unlikely                  | 10:44   | 4 november 2010  |
| 97. | How The Nerd Stole Christmas         | 12:07   | 8 december 2010  |

### 2011

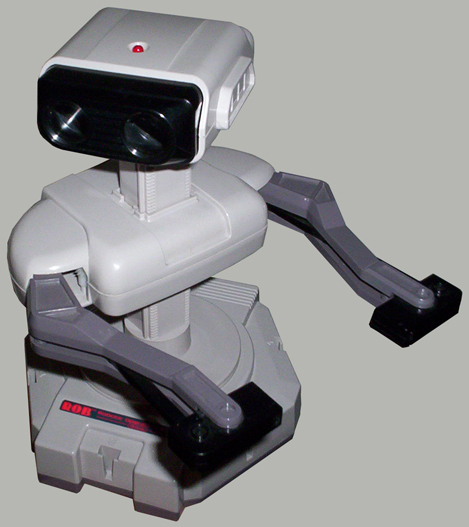
R.O.B. the Robot recenserades 3 april 2011.

| Nr   | Titel                         | Speltid | Datum           |
| ---- | ----------------------------- | ------- | --------------- |
| 98.  | Day Dreamin' Davey            | 14:00   | 5 januari 2011  |
| 99.  | Star Wars                     | 22:28   | 2 februari 2011 |
| 100. | R.O.B. the Robot              | 18:52   | 3 mars 2011     |
| 101. | Spielberg Games               | 21:18   | 6 april 2011    |
| 102. | The Making of an AVGN Episode | 35:05   | 7 juli 2011     |
| 103. | Kid Kool                      | 8:14    | 3 augusti 2011  |
| 104. | Nintendo World Championships  | 17:02   | 26 augusti 2011 |
| 105. | Dark Castle                   | 12:07   | 6 oktober 2011  |
| 106. | Bible Games III               | 14:14   | 7 december 2011 |

### 2012

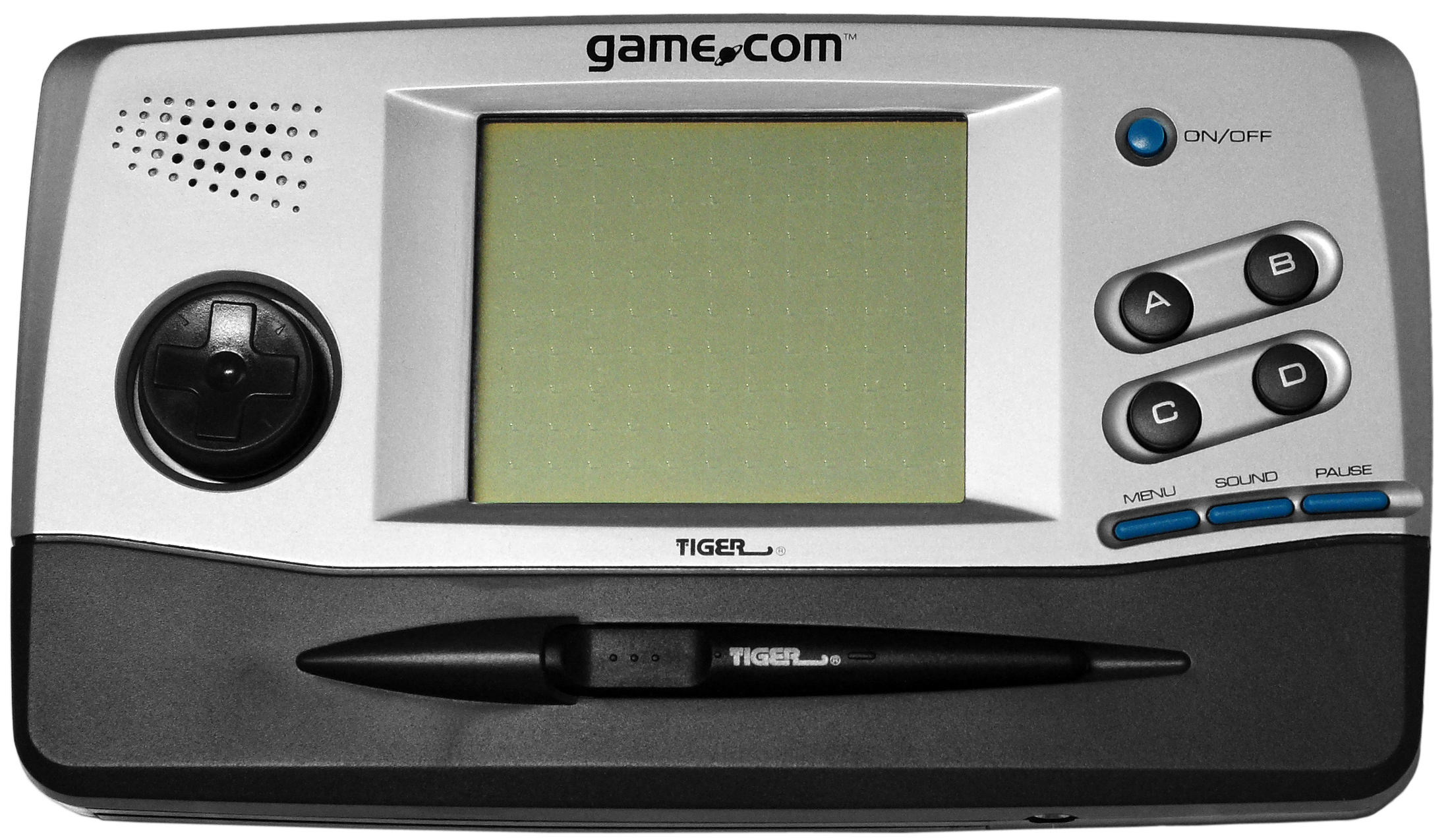
Game.com var en av de bärbara konsolerna som recenserades 6 september 2013.

| Nr   | Titel                | Speltid | Datum            |
| ---- | -------------------- | ------- | ---------------- |
| 107. | Schwarzenegger Games | 22:26   | 23 juli 2012     |
| 108. | Ghosts 'N Goblins    | 17:04   | 23 oktober 2012  |
| 109. | Atari Sports         | 12:42   | 17 december 2012 |

### 2013
| Nr   | Titel                            | Speltid | Datum            |
| ---- | -------------------------------- | ------- | ---------------- |
| 110. | Ikari Warriors                   | 20:39   | 6 mars 2013      |
| 111. | Toxic Crusaders                  | 14:42   | 30 april 2013    |
| 112. | Bill & Ted’s Excellent Adventure | 17:52   | 1 juli 2013      |
| 113. | Tiger Electronic Games           | 18:39   | 6 september 2013 |
| 114. | Alien3                           | 10:28   | 21 oktober 2013  |
| 115. | AVGN Games!                      | 21:55   | 20 november 2013 |
| 116. | Wish List: Part 1                | 15:07   | 17 december 2013 |
| 117. | Wish List: Part 2                | 15:28   | 19 december 2013 |

### 2014
| Nr   | Titel                                   | Speltid | Datum            |
| ---- | --------------------------------------- | ------- | ---------------- |
| 118. | Big Rigs: Over the Road Racing          | 15:44   | 19 mars 2014     |
| 119. | Desert Bus                              | 15:30   | 28 maj 2014      |
| 120. | E.T. Atari 2600                         | 7:01    | 10 oktober 2014  |
| 121. | Beetlejuice                             | 13:54   | 15 oktober 2014  |
| 122. | Tagin' Dragon                           | 3:50    | 11 december 2014 |
| 123. | ALF                                     | 4:01    | 12 december 2014 |
| 124. | CrazyBus                                | 4:06    | 13 december 2014 |
| 125. | Ren & Stimpy: Fire Dogs                 | 5:16    | 14 december 2014 |
| 126. | Rocky and Bullwinkle                    | 4:06    | 15 december 2014 |
| 127. | Mary-Kate and Ashley "Get a Clue"       | 4:15    | 16 december 2014 |
| 128. | V.I.P. with Pamela Anderson             | 4:53    | 17 december 2014 |
| 129. | Lethal Weapon                           | 4:37    | 18 december 2014 |
| 130. | Porky's                                 | 6:02    | 19 december 2014 |
| 131. | HyperScan                               | 6:32    | 20 december 2014 |
| 132. | Universal Studios Theme Parks Adventure | 11:29   | 21 december 2014 |
| 133. | LJN Video Art                           | 8:43    | 22 december 2014 |

### 2015
| Nr   | Titel                               | Speltid | Datum            |
| ---- | ----------------------------------- | ------- | ---------------- |
| 134. | Hong Kong 97                        | 12:46   | 26 mars 2015     |
| 135. | Darkwing Duck                       | 13:49   | 13 maj 2015      |
| 136. | Seaman                              | 17:24   | 28 juli 2015     |
| 137. | The Crow: City of Angels            | 9:24    | 30 oktober 2015  |
| 138. | Mortal Kombat Mythologies: Sub-Zero | 12:02   | 22 december 2015 |

### 2016
| Nr   | Titel                              | Speltid | Datum            |
| ---- | ---------------------------------- | ------- | ---------------- |
| 139. | Mega Man Games                     | 25:06   | 6 april 2016     |
| 140. | Paperboy                           | 16:05   | 26 maj 2016      |
| 141. | Beavis and Butt-Head               | 14:18   | 16 augusti 2016  |
| 142. | Berenstain Bears                   | 19:41   | 18 oktober 2016  |
| 143. | Sega Activator and Aura Interactor | 11:51   | 20 december 2016 |

### 2017
| Nr   | Titel                            | Speltid | Datum             |
| ---- | -------------------------------- | ------- | ----------------- |
| 144. | Mighty Morphin Power Rangers     | 20:15   | 23 mars 2017      |
| 145. | Sonic the Hedgehog 2006          | 16:48   | 20 april 2017     |
| 146. | Planet of the Apes               | 12:34   | 4 juli 2017       |
| 147. | Game Boy Accessories             | 16:16   | 15 augusti 2017   |
| 148. | Treasure Master                  | 10:03   | 20 september 2017 |
| 149. | Wrestling Games                  | 11:55   | 4 oktober 2017    |
| 150. | Polybius                         | 22:18   | 25 oktober 2017   |
| 151. | Robocop Games                    | 13:52   | 19 november 2017  |
| 152. | Sonic '06 Part 2                 | 13:34   | 30 november 2017  |
| 153. | Charlie's Angels                 | 9:41    | 6 december 2017   |
| 154. | Star Wars: Masters of Teräs Käsi | 8:47    | 13 december 2017  |
| 155. | Lightspan Adventures             | 15:37   | 22 december 2017  |

### 2018
| Nr   | Titel                                 | Speltid | Datum                                                 |
| ---- | ------------------------------------- | ------- | ----------------------------------------------------- |
| 156. | Earthbound                            | 39:35   | 18 april 2018 (Amazon) 25 april 2018 (Youtube)        |
| 157. | Dirty Harry                           | 11:38   | 17 juni 2018 (Amazon) 24 juni 2018 (Youtube)          |
| 158. | Drake of the 99 Dragons               | 13:29   | 5 september 2018 (Amazon) 25 september 2018 (Youtube) |
| 159. | Tomb Raider Games                     | 18:35   | 5 september 2018 (Amazon) 2 oktober 2018 (Youtube)    |
| 160. | Resident Evil Survivor                | 22:16   | 11 oktober 2018 (Amazon) 30 oktober 2018 (Youtube)    |
| 161. | Super Hydlide and Virtual Hydlide     | 20:14   | 12 oktober 2018 (Amazon) 6 november 2018 (Youtube)    |
| 162. | Amiga CD32                            | 28:23   | 19 november 2018 (Amazon) 20 november 2018 (Youtube)  |
| 163. | The Town with No Name                 | 15:52   | 4 december 2018 (Amazon) 5 december 2018 (Youtube)    |
| 164. | Home Alone Games with Macaulay Culkin | 19:03   | 14 december 2018 (Amazon) 15 december 2018 (Youtube)  |

### 2019
| Nr   | Titel                                         | Speltid | Datum             |
| ---- | --------------------------------------------- | ------- | ----------------- |
| 165. | Chronologically Confused about Kingdom Hearts | 10:28   | 23 januari 2019   |
| 166. | Video Game Magazines                          | 14:59   | 13 mars 2019      |
| 167. | Aladdin Deck Enhancer                         | 21:45   | 10 april 2019     |
| 168. | Pepsiman                                      | 23:16   | 8 maj 2019        |
| 169. | Superman 64 Returns!!                         | 19:09   | 5 juni 2019       |
| 170. | Life of Black Tiger with Gilbert Gottfried    | 23:21   | 31 juli 2019      |
| 171. | Chex Quest                                    | 16:25   | 21 augusti 2019   |
| 172. | Jurassic Park: Trespasser                     | 24:21   | 25 september 2019 |
| 173. | The Immortal                                  | 13:19   | 16 oktober 2019   |
| 174. | Spawn Games                                   | 22:27   | 27 november 2019  |
| 175. | The Legend of Zelda: Majora's Mask            | 41:04   | 11 december 2019  |

### 2020
| Nr   | Titel                                       | Speltid | Datum             |
| ---- | ------------------------------------------- | ------- | ----------------- |
| 176. | Raid 2020                                   | 23:51   | 15 januari 2020   |
| 177. | Mortal Kombat 1 Ports                       | 22:03   | 11 mars 2020      |
| 178. | Mortal Kombat Rip Offs                      | 22:25   | 8 april 2020      |
| 179. | Dennis the Menace                           | 18:30   | 13 maj 2020       |
| 180. | The Incredible Crash Dummies                | 19:06   | 30 april 2020     |
| 181. | Bad Final Fight Games                       | 17:42   | 30 juli 2020      |
| 182. | Mission: Impossible                         | 16:02   | 21 augusti 2020   |
| 183. | Ecco the Dolphin                            | 16:44   | 30 september 2020 |
| 184. | Countdown Vampires                          | 16:29   | 29 oktober 2020   |
| 185. | The Legend of Kage                          | 15:54   | 13 november 2020  |
| 186. | Taito Legends 1 & 2                         | 34:27   | 30 november 2020  |
| 187. | The Simpsons: Bartman Meets Radioactive Man | 14:07   | 15 december 2020  |

### 2021
| Nr           | Titel                                                                           | Speltid | Datum             |
| ------------ | ------------------------------------------------------------------------------- | ------- | ----------------- |
| 188.         | Shrek Fairy Tale Freakdown                                                      | 15:51   | 15 mars 2021      |
| 189.         | Darkman                                                                         | 20:07   | 30 mars 2021      |
| 190.         | Fear and Loathing in Vegas Stakes                                               | 26:57   | 30 april 2021     |
| 191.         | 3DO Interactive Multiplayer                                                     | 21:23   | 14 maj 2021       |
| 192.         | Corpse Killer                                                                   | 15:41   | 28 maj 2021       |
| 193.         | Sega Game Gear VHS Tapes                                                        | 12:18   | 18 juni 2021      |
| 194.         | Carmageddon 64                                                                  | 10:53   | 9 juli 2021       |
| 195.         | Pac-Man 2: The New Adventures                                                   | 9:02    | 30 juli 2021      |
| 196.         | The Rocketeer                                                                   | 18:01   | 20 augusti 2021   |
| 197.         | Greendog: The Beached Surfer Dude!                                              | 15:20   | 10 september 2021 |
| 198.         | Commodore 64                                                                    | 30:52   | 25 september 2021 |
| 199.         | Freddy & Jason Commodore 64                                                     | 24:15   | 27 oktober 2021   |
| 200. (del 1) | "The Angry Video Game Nerd 200th Episode: Part 1 — LJN History and Movie Games  | 25:19   | 7 december 2021   |
| 200. (del 2) | The Angry Video Game Nerd 200th Episode: Part 2 — LJN Sports and Marvel Games   | 25:14   | 10 december 2021  |
| 200. (del 3) | The Angry Video Game Nerd 200th Episode: Part 3 — LJN Wrestling and Other Games | 26:57   | 21 december 2021  |

### 2022
| Nr   | Titel                    | Speltid | Datum            |
| ---- | ------------------------ | ------- | ---------------- |
| 201. | The Last Ninja           | 27:27   | 17 mars 2022     |
| 202. | Contra How I Remember It | 28:19   | 28 april 2022    |
| 203. | Purr Pals (Wii)          | 17:58   | 23 juni 2022     |
| 204. | Hudson Hawk              | 18:24   | 31 augusti 2022  |
| 205. | Doom                     | 29:08   | 31 oktober 2022  |
| 206. | Garfield                 | 26:16   | 22 december 2022 |

### 2023
| Nr   | Titel                                                   | Speltid | Datum            |
| ---- | ------------------------------------------------------- | ------- | ---------------- |
| 207. | Kid Icarus                                              | 21:48   | 24 februari 2023 |
| 208. | Earthworm Jim Trilogy                                   | 26:57   | 28 april 2023    |
| 209. | Indiana Jones: Crystal Skull + More (PC, N64, GEN, NES) | 26:19   | 1 juli 2023      |
| 210. | A Boy and His Blob                                      | 18:59   | 24 augusti 2023  |
| 211. | Beating Jekyll and Hyde                                 | 26:50   | 28 oktober 2023  |
| 212. | Final Fantasy 6                                         | 34:27   | 22 december 2023 |

### 2024
| Nr   | Titel                                                                     | Speltid | Datum            |
| ---- | ------------------------------------------------------------------------- | ------- | ---------------- |
| 213. | The Goonies I & II                                                        | 26:12   | 25 februari 2024 |
| 214. | My Horse Prince                                                           | 20:01   | 19 april 2024    |
| 215. | What Is the Best Castlevania? - 20th Anniversary of Angry Video Game Nerd | 25:10   | 8 maj 2024       |
| 216. | Simcity                                                                   | 19:17   | 25 juni 2024     |
| 217. | Glover                                                                    | 17:04   | 29 juli 2024     |
| 218. | Deja Vu                                                                   | 22:35   | 28 augusti 2024  |
| 219. | Nosferatu                                                                 | 19:41   | 27 oktober 2024  |
| 220. | Blaster Master                                                            | 20:18   | 26 november 2024 |
| 221. | Game Glitches: The Legacy Sequel                                          | 25:53   | 20 december 2024 |

### 2025
| Nr   | Titel                     | Speltid | Datum            |
| ---- | ------------------------- | ------- | ---------------- |
| 222. | Gex Trilogy               | 23:56   | 24 februari 2025 |
| 223. | Video Game Commercials    | 18:45   | 4 mars 2025      |
| 224. | Dragon's Lair Re-Visited  | 25:11   | 16 maj 2025      |
| 225. | Metroid: Original Trilogy | 35:58   | 25 juni 2025     |

## Övrigt

### Andra framträdanden

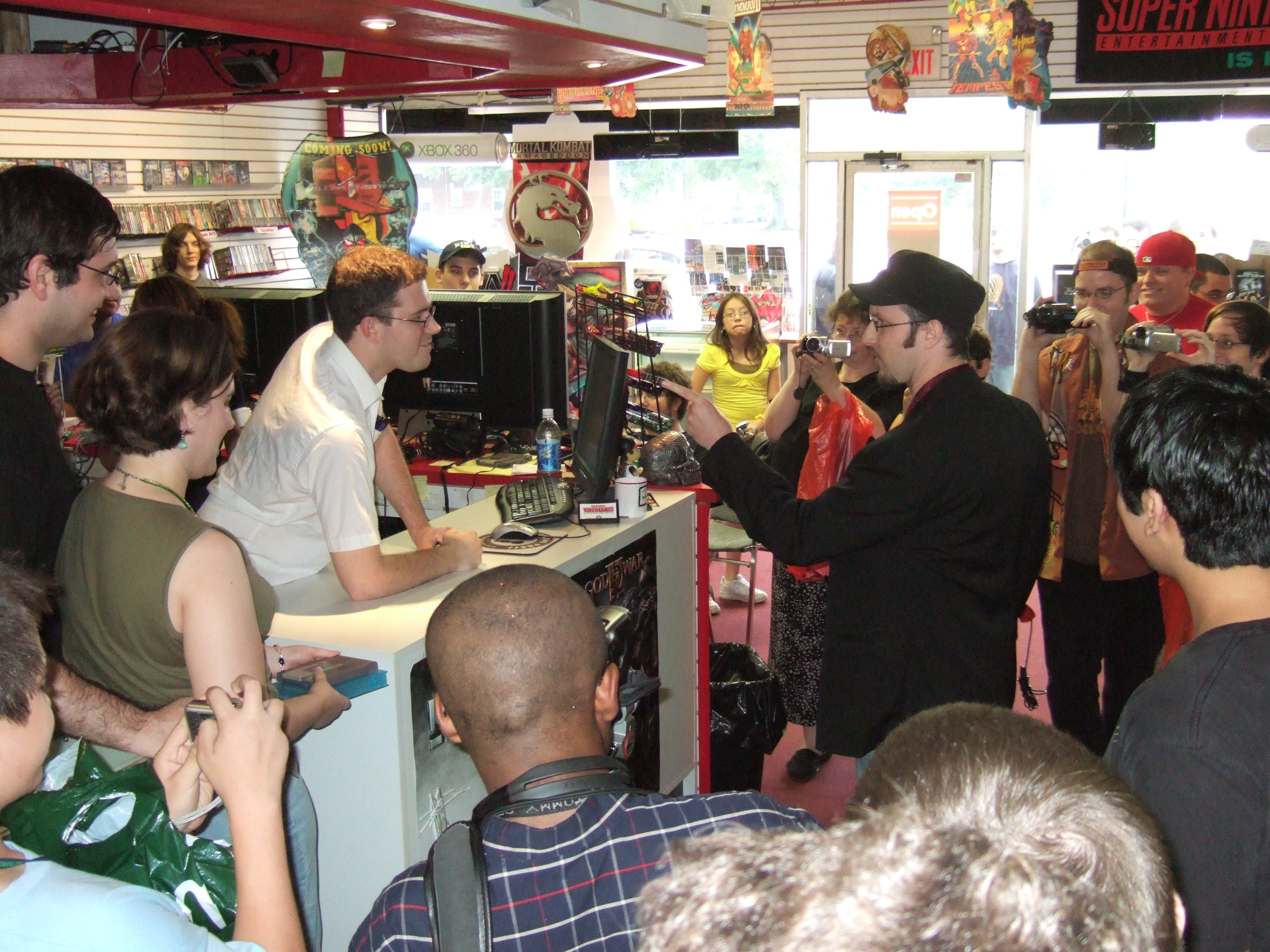
Nostalgia Critic (Doug Walker) till höger möter The Angry Video Game Nerd (James Rolfe).

Angry Video Game Nerd har en rival på internet känd som the Nostalgia Critic (That Guy with the Glasses). De har länge skickat hatvideor till varandra, mest på skoj. Dock så släppte Nostalgia Critic den 10 oktober 2008 en video där han anländer till Nerds hus och en strid bryter loss. Nerd vinner, men Nostalgia Critic visar ett tecken på att han lever. Den 10 maj 2009 möttes de igen i en kamp och den 10 juli 2009 möts de ännu en gång i en video där de pratar om Teenage Mutant Ninja Turtles: Coming Out of Their Shells.
James Rolfe gjorde även flera cameos i Channel Awesomes jubileumsfilmer kallade Kickassia (2010), Suburban Knights (2011) och To Boldly Flee (2012), och ett framträdande i avsnitt 22 (Cheetahmen II) av Gametrailers serie Pop Fiction.

## Datorspel
| År   | Titel                                  |
| ---- | -------------------------------------- |
| 2013 | Angry Video Game Nerd Adventures       |
| 2016 | Angry Video Game Nerd II: ASSimilation |

The Angry Video Game Nerd Adventures är ett plattformsspel utvecklad av FreakZone Games, spelet släpptes 20 september 2013 till Steam. Nörden sugs in i en TV tillsammans med sina vänner och måste spela igenom nivåer och besegra bossar för att komma hem. Spelet har referenser till TV-spel som förekommer i serien. Spelet blev framröstad till bästa Online Web Series i Mashable 3:e årliga Open Web Awards den 16 december 2009.

## Andra serier
- James och Mike Play - Rolfe och hans vän Mike Matei spelar spel och diskuterar dem samtidigt. Många av spelen var ursprungligen avsedda för avsnitt av The Angry Video Game Nerd, men Rolfe fann att de inte var så roliga som han skulle ha velat. Spelen är oftast för Super Nintendo Entertainment System samt konsoler från Atari, till exempel Atari 2600 och Atari Jaguar CD.

- Board James - Rolfe, vanligen tillsammans med Mike och ibland Brendan Castner som en besvärlig karaktär som heter Bad Luck Bootsy spelar brädspel. Oftast handlar det om äventyrsspel såsom Key to the Kingdom och Draken Strike. Kända spel såsom Mouse Trap och The Game of Life har också visats på showen. Andra avsnitt, såsom Dream Phone och Mr Bucket var parodier av skräckfilmsgenren.

- You Know What's Bullshit - Rolfe, utklädd till en man med koavföring som ansikte, berättar om vardagliga saker som kraftigt stör honom. Såsom pennies, skosnören, mikrovågsugnar, cream cheese, etc. Rolfe filmade också avsnitt som fokuserar på skämt istället för saker som faktiskt upprör honom, såsom gräs (på grund av att gräs är den mat som korna normalt förbrukar, vilket resulterar i avlagringar av gödsel) och förstärkare som inte går till volymen 11[förtydliga] (en hänvisning till en av Rolfes favoritfilmer This Is Spinal Tap).